# Peloridora holdgatei
Peloridora holdgatei är en insektsart som beskrevs av William Edward China 1962. Peloridora holdgatei ingår i släktet Peloridora och familjen Peloridiidae. Inga underarter finns listade i Catalogue of Life.